# Bedřich Münzberger

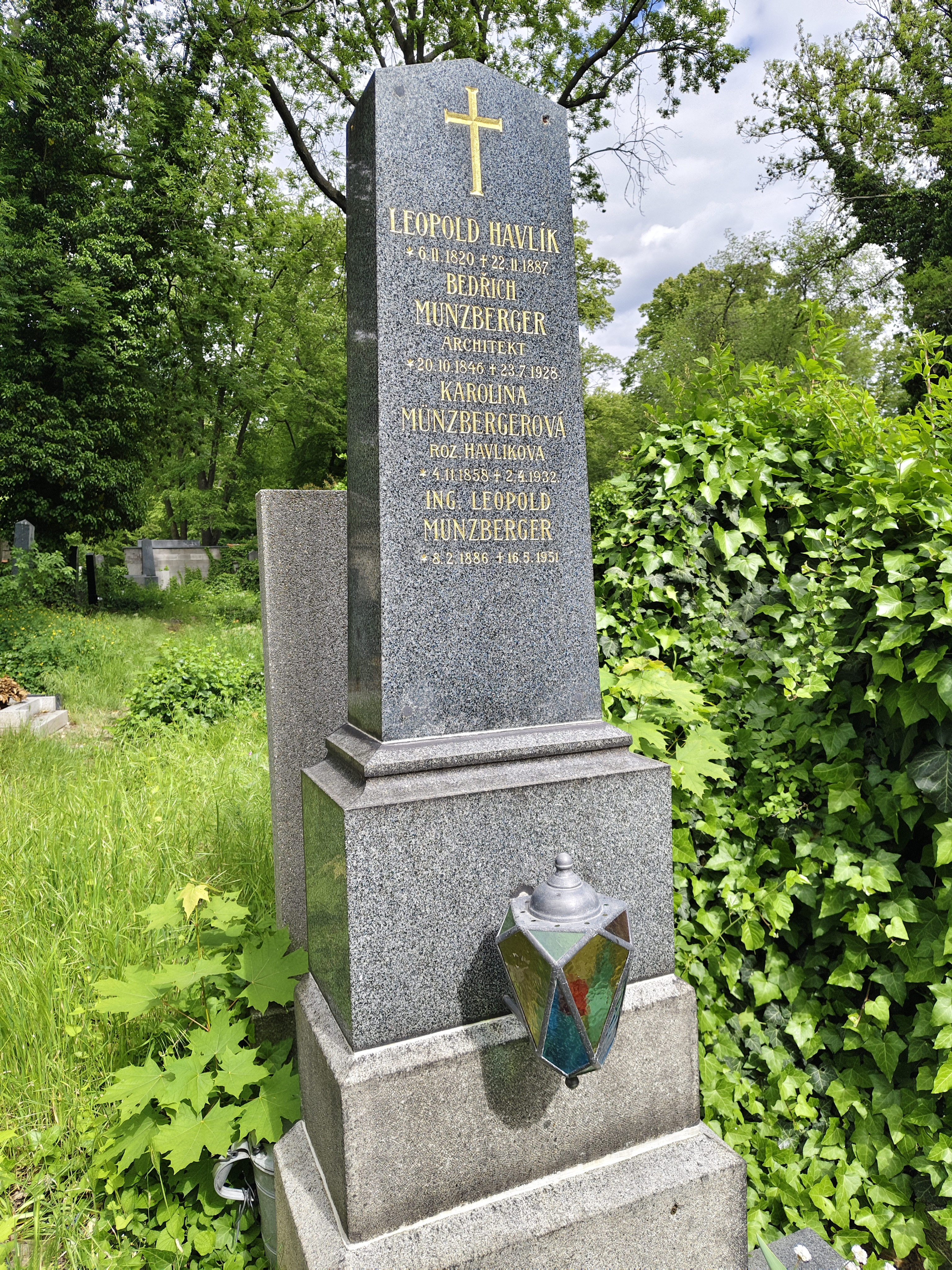
Hrob Bedřicha Münzbergera na pražských Olšanských hřbitovech (hřbitov číslo 5, oddělení číslo 15, hrob číslo 30)

Bedřich Münzberger (20. října 1846 Karlín – 23. července 1928 Praha), také Friedrich Münzberger, byl český architekt, známý tvorbou tří stylových období, od historismu přes secesi (Průmyslového paláce na pražském Výstavišti) až ke konstruktivismu.

## Život
Narodil se jako nejstarší z pěti dětí účetního Josefa Münzbergera (1803 – kolem 1860), jehož německá rodina pocházela z Jestřebí na Českolipsku. Matka Gabriela byla rozená Barvitiová (1825–1897), sestra architekta Antonína Barvitia a malíře Viktora Barvitia.
Vystudoval architekturu na Českém vysokém učení technickém. Roku 1885 se v Dlouhé Lhotě u Dobříše oženil s Karolínou Havlíkovou (* 1858), s níž vychoval čtyři děti: Leopold (* 1886) se stal stavebním inženýrem, Bedřich (* 1888) zemřel jako dítě, Jarmila (* 1888) a Jaroslav (* 1891) se stal bankovním úředníkem.
Po studiu vykonával praxi ve stavební kanceláři svého strýce Vojtěcha Ignáce Ullmanna. Od roku 1866 byl zapsán k mimořádnému studiu a působil také jako asistent na pražské Akademii výtvarných umění (1866–68). Roku 1874 si s Antonínem Baumem založil projekční kancelář. Zprvu realizoval stavby Ullmannovy a Baumovy.
Je znám především jako projektant secesního Průmyslového paláce na pražském Výstavišti, jehož ocelovou konstrukci navrhl J. Reiter. Podílel se také na projektech historizujících a funkcionalistických budov v českých zemích.
V letech 1897 a 1898 byl předsedou Komise pro soupis památek města Prahy a spoluvytvářel první systém památkové péče v Čechách.
Zemřel roku 1928 v Praze. Pohřben byl na Olšanských hřbitovech (část V., odd. 15) a jeho hrob v roce 2022 adoptovala Prahou vlastněná společnost Výstaviště Praha, a.s., která provozuje areál Výstaviště (kde se nachází Průmyslový palác). Ta ho revitalizovala a nechala na něj umístit lampičku vyrobenou na zakázku původních vitráží z Průmyslového paláce.

## Stavby
- spolupráce na realizaci Ullmannova projektu budovy České techniky v Praze na Karlově náměstí
- Palackého most v Praze, 1876–1878
- Novorenesanční činžovní domy v Praze:[8]
  - č.p. 358/II, dům U Srpů nebo U přívozu, Palackého nám. 2, 1873-1876 s architektem Ignácem Ullmannem; zde také Münzberger i jeho syn Jaroslav bydleli
  - č.p. 763/II nárožní dům na Jungmannově náměstí 3/ Ul. 28. října, 1878-1879 s architektem Antonínem Baumem
- úpravy kostela sv. Jana Nepomuckého v Nepomuku
- Průmyslový palác, 1890–1891, Praha 7
- Strojovna na Výstavišti
- Karlínská radnice
- Obřadní síň na Novém židovském hřbitově na Olšanech, Praha 3
- památková obnova:
  - Kaple sv. Martina na Vyšehradě (s Antonínem Baumem)
  - kostel Stětí sv. Jana Křtitele a kaple Panny Marie Šancovské na Vyšehradě (s Antonínem Baumem)[9]

Stavby Bedřicha Münzbergera
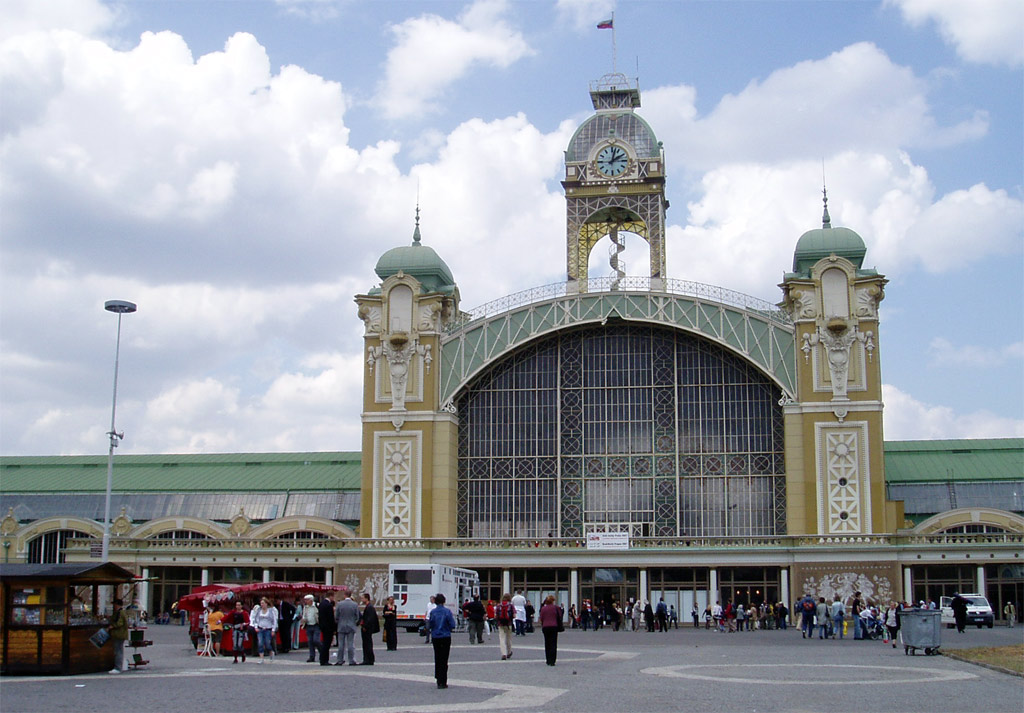
Průmyslový palác
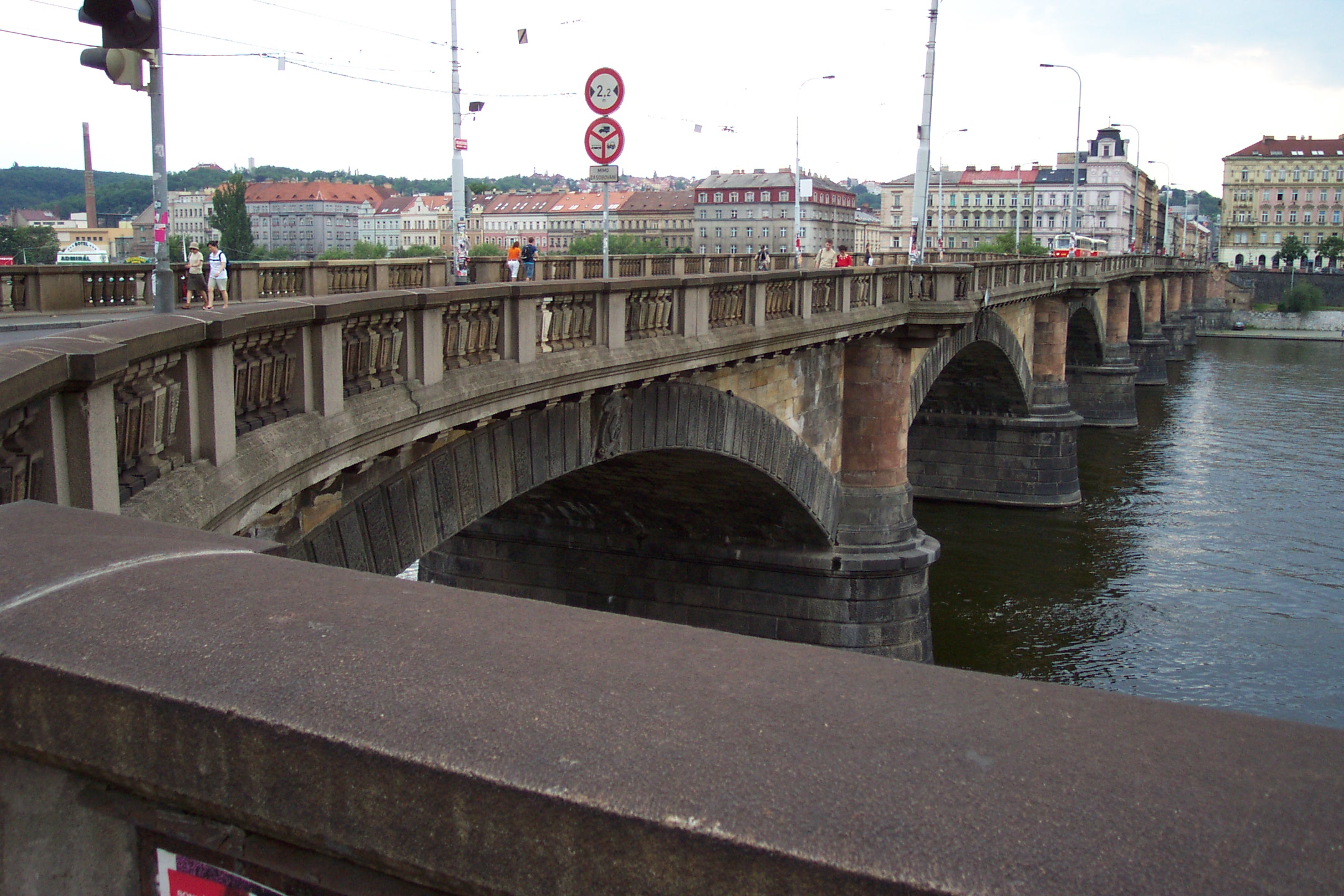
Palackého most
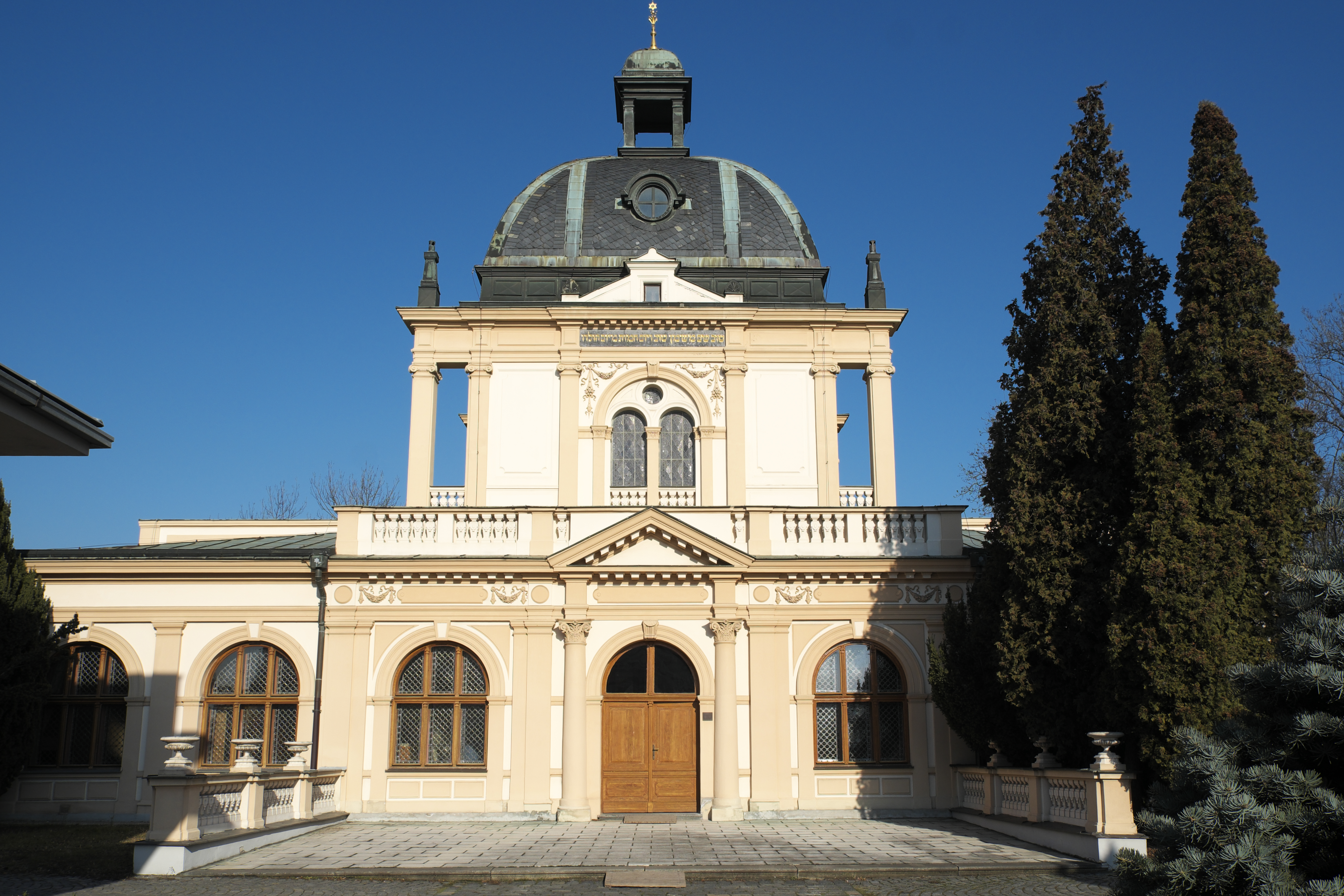
Obřadní síň na Novém židovském hřbitově na Olšanech